# Сарх
Сарх, раннее — Форт-Аршамбо́ (фр. Sarh, араб. ساره‎) — третий по величине город в Чаде, после Нджамены и Мунду. Административный центр региона Среднее Шари и департамента Бар-Кох. Население по данным на 2008 год составляет 108 061 человек. Расположен примерно в 550 км к юго-востоку от столицы Чада Нджамены на берегу реки Шари, на высоте 353 м над уровнем моря. Город назван по названию преобладающей здесь этнической группы сара.
Сарх основан французами для возвращающихся из трудовых лагерей, образованных при строительстве Конголезской океанической железной дороги. Сегодня это крупный транспортный узел и центр хлопкоперерабатывающей промышленности, также известный своей ночной жизнью. Достопримечательности: Национальный музей Сарха, аэропорт.
В 1990 году в Сархе отмечалась эпидемия менингококковой инфекции.

## Климат
| Показатель                    | Янв. | Фев. | Март | Апр. | Май  | Июнь  | Июль  | Авг.  | Сен.  | Окт. | Нояб. | Дек. | Год   |
| ----------------------------- | ---- | ---- | ---- | ---- | ---- | ----- | ----- | ----- | ----- | ---- | ----- | ---- | ----- |
| Средний суточный максимум, °C | 35,8 | 38,0 | 39,1 | 38,5 | 36,2 | 33,2  | 30,9  | 30,6  | 31,7  | 33,6 | 35,5  | 35,4 | 34,9  |
| Средняя температура, °C       | 26,1 | 28,4 | 30,8 | 31,6 | 30,1 | 27,9  | 26,2  | 26,0  | 26,6  | 27,7 | 27,1  | 25,9 | 27,9  |
| Средний суточный минимум, °C  | 16,5 | 18,8 | 22,6 | 24,7 | 24,1 | 22,6  | 21,6  | 21,5  | 21,5  | 21,7 | 18,8  | 16,4 | 20,9  |
| Норма осадков, мм             | 0,0  | 1,6  | 9,5  | 37,4 | 82,2 | 135,9 | 234,4 | 243,7 | 165,5 | 55,8 | 3,3   | 0,0  | 969,3 |

## Города-побратимы
- Шербур-Октевиль, Франция[5]